# イバン・アルボレダ
イバン・マウリシオ・アルボレダ（Iván Mauricio Arboleda、1996年4月21日 - ）は、コロンビア・トゥマコ出身のサッカー選手。アノルトシス・ファマグスタ所属。ポジションはGK。

## クラブ経歴
コロンビアのトゥマコの生まれ、デポルティーボ・パストにて育成されたが、トップチームデビューをする前にアルゼンチンのCAバンフィエルドに引き抜かれた。
2016年3月20日、CAリーベル・プレートとのリーグ戦でプロデビューを果たしたが、試合終了間際のルーカス・アラリオによるゴールで1-1の引き分けに終わった。2シーズン後の2018-19シーズンからレギュラーに定着し、このシーズンは公式戦23試合に出場した。
2021年9月4日、ラージョ・バジェカーノにフリーで移籍し、1年契約を結んだ。翌年1月27日、ニューウェルズ・オールドボーイズにシーズン終了までレンタル移籍をした。
2023年6月27日、アノルトシス・ファマグスタに移籍した。

## 代表経歴
2019年3月26日、韓国代表との親善試合にてコロンビア代表デビューを果たした。